# T2 Carinae
Pour les articles homonymes, voir t Carinae.
Désignations
• t2 Car A : GC 14647, HD 92397, HIP 52102, SAO 238295

t2 Carinae (en abrégé t2 Car), également désignée HR 4177, est une étoile binaire de la constellation australe de la Carène. Elle est visible à l'œil nu avec une magnitude apparente combinée de 4,77. Ses deux composantes sont désignées HD 92397 et HD 92398.

## Environnement stellaire
La paire montre un mouvement propre commun et leurs parallaxes sont très similaires,, elles forment donc probablement une véritable étoile binaire. Des divergences dans les mesures astrométriques du satellite Hipparcos pourraient de plus indiquer la présence d'un troisième corps dans le système.
D'après la mesure de sa parallaxe annuelle par le satellite Gaia, l'étoile primaire est située à approximativement ∼ 1 420 a.l. (∼ 435 pc) de la Terre. Elle s'éloigne du Système solaire à une vitesse radiale héliocentrique de +11 km/s. Sa vitesse particulière est d'environ 24 km/s et elle pourrait être une étoile en fuite. Le système est membre de l'amas ouvert BH 99. 

## Propriétés
L'étoile primaire, désignée t2 Carinae A ou HD 92397, brille à une magnitude de 4,85. Il s'agit d'une étoile massive, dont la classe de luminosité est entre celle d'une supergéante rouge et celle d'une géante lumineuse, de type spectral K4,5Ib-II. Houk & Cowley (1975) l'ont quant à eux classée comme une géante rouge de type K4/5III:, mais avec les deux points qui traduisent une incertitude quant à la classification. La masse de l'étoile est douze fois plus grande que celle du Soleil et son rayon est 202 fois plus grand que le rayon solaire. L'étoile est environ 8 500 fois plus lumineuse que le Soleil et sa température de surface est de 3 900 K.
L'étoile secondaire, désignée t2 Carinae B ou HD 92398, est d'une magnitude de 7,48. Elle a été découverte par James Dunlop en 1829. En date de 2015, elle était localisée à une distance angulaire de 14,60 secondes d'arc et à un angle de position de 21° par rapport à l'étoile primaire. C'est une étoile bleu-blanc géante ou géante lumineuse de type spectral B9II/III.